# タッチダウンオフィス
タッチダウンオフィスは、LANと電源を用意して他のオフィスからやってきた利用者が作業できる環境を整えた場所。生産性の向上を目的に通常オフィスの内部に設けられる。

## オフィスの管理者から見ると
余ったスペースにLANと電源を用意してつくった出張者席。社内のバッファスペースとして位置付けていたが、オフィス面積の削減で営業社員に固定席を設定しないフリーアドレス制を導入したために、全部の席がタッチダウン化してしまう事もある。
　

## ワーカーからみると
たった2時間の会議の為に出張したものの、気になるのでメールだけでもずっとみていたい、という時には便利である。プリンターがおいてなかったりトナーがなくなっていたりで早く自分のオフィスに帰りたくなる場合もある。自席に戻ると上司につかまるのでタッチダウン席を利用する人たちが月末になると増える会社もある。